# Xã Smithfield, Quận Jefferson, Ohio
Xã Smithfield (tiếng Anh: Smithfield Township) là một xã thuộc quận Jefferson, tiểu bang Ohio, Hoa Kỳ. Năm 2010, dân số của xã này là 3.473 người.